# Cathédrale Notre-Dame-de-la-Paix de Lomas de Zamora
Cette  cathédrale n’est pas la seule cathédrale Notre-Dame-de-la-Paix.
La cathédrale de Lomas de Zamora, en Argentine est le siège d'un évêché catholique suffragant de l'archevêché de Buenos Aires. Elle est construite dans la ville de Lomas de Zamora, qui fait partie de l'agglomération du grand Buenos Aires.

## Historique
Dès 1850, le besoin se fit sentir de construire une église et créer une paroisse sur ces terres proches de la capitale argentine qui commençaient à se peupler fortement. En août 1860 on accorda un lieu pour la construction d'une église : deux terrains donnés par un certain Victorio Grigera. Le 16 décembre 1860, en présence du gouverneur provincial Bartolomé Mitre, futur président du pays, les travaux débutèrent. Les architectes Nicolás et José Canales furent les auteurs du projet, dont la première étape se termina en 1865. 
La seconde étape se fit sous la direction des architectes Juan Ochoa et Domingo Selva et débuta en 1876. Le 24 janvier 1900 les derniers travaux furent finalement terminés. 
L'église est de style néorenaissance italienne, et représente assez fidèlement l'identité de la zone. Selon les experts sa valeur historique et culturelle est beaucoup plus vaste. C'est pourquoi en 2005, la Commission de Préservation des Monuments de la Commune a soumis au pouvoir exécutif argentin (gouvernement) un projet afin qu'elle soit déclarée Monument historique national.